# Sleaford Mods
Gli Sleaford Mods sono un duo post-punk formato a Nottingham nel 2007 dal cantante Jason Williamson e dal musicista Simon Parfrement, che nel 2012 è stato sostituito da Andrew Fearn. Sono noti per lo stile musicale abrasivo e minimalista e per le invettive contro la Gran Bretagna dell'austerità, la condizione operaia e la cultura consumista. Il loro album Eton Alive è stato definito "il manifesto più completo della rabbia working class esasperata dalla dilagante alienazione digitale".

## Storia

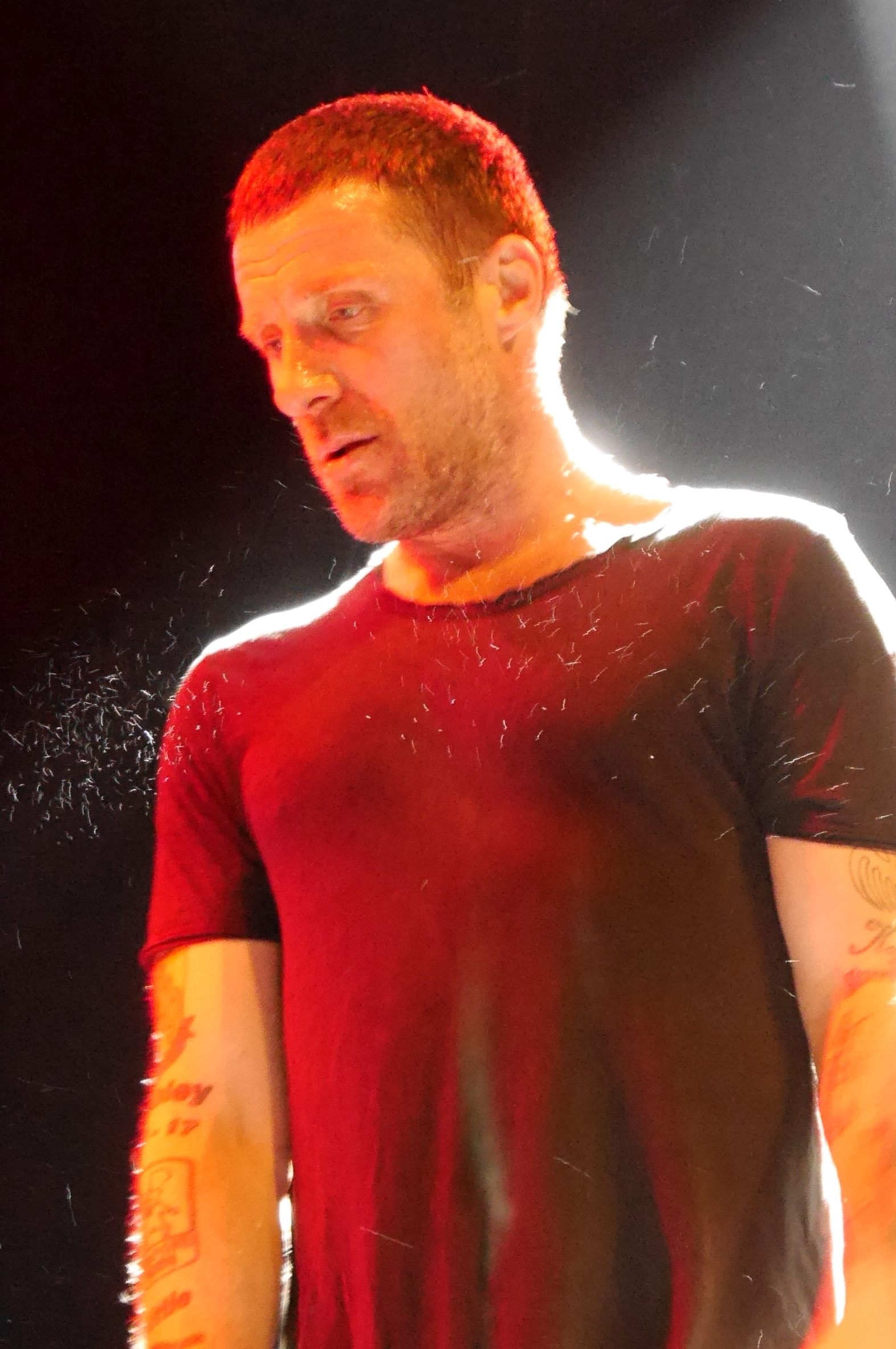
Jason Williamson, Sleaford Mods, Glastonbury Festival, 2019

Jason Williamson è nato nel 1970 ed è cresciuto a Grantham, nel Lincolnshire. Dopo aver trascorso un periodo a Londra, nel 1995 si trasferisce a Nottingham. Ispirato dalla sottocultura mod e da gruppi come il Wu-Tang Clan, The Jam, Public Enemy and LL Cool J, trascorre molti anni dedicandosi senza successo alla musica, sia con vari gruppi sia come solista, organizzando rave, abusando di droga e alcool, e guadagnandosi da vivere con lavori saltuari mal retribuiti. A Nottingham lavora anche come turnista con gruppi locali, come gli Spiritualized e i Bent. 
Gli Sleaford Mods nascono quando Simon Parfrement, un DJ che Williamson aveva sentito suonare in un locale a Nottingham, suggerisce a Williamson di combinare la sua voce con un campione musicale tratto da un album di Roni Size. In origine il progetto si chiama "That's Shit, Try Harder", ma il nome viene presto cambiato con il riferimento a Sleaford, un paese del Lincolnshire non lontano da Grantham.  
All'inizio la band è formata da Jason Williamson e Simon Parfrement, con il quale Williamson produce i primi quattro album. Dopo l'uscita dell'album Wank del 2012, Parfrement lascia la produzione musicale a Andrew Fearn.  
Nato nel 1971 a Burton upon Trent, Fearn è cresciuto in una fattoria a Saxilby, nel Lincolnshire. Dopo aver lasciato il college a Newark a 17 anni, si appassiona di musica elettronica pop (Pet Shop Boys) e punk (Big Black, Butthole Surfers). Williamson lo incontra per la prima volta nel 2009 dopo averlo sentito suonare dei pezzi duri e minimalisti di ispirazione grime in un piccolo club di Nottingham. Nel 2013 Fearn ha ormai quasi deciso di abbandonare la carriera musicale, come del resto lo stesso Williamson. Da allora in poi, nei concerti e nei video degli Sleaford Mods, Fearn è il DJ che sta zitto, beve birra, ballonzola e ogni tanto schiaccia qualche tasto sul laptop e Williamson, oltre a scrivere i testi, è il frontman che urla nel microfono insulti e imprecazioni a metà tra rap e poesia di strada. Parfrement continua a collaborare con la band come fotografo e produttore multimediale.
Il 10 dicembre 2014 Williamson pubblica la raccolta di testi Grammar Wanker: Sleaford Mods 2007-2014, seguita da Jason Williamson's House Party: Sleaford Mods 2014-2019 nel 2019.
Alla fine del 2014 è annunciata una collaborazione tra gli Sleaford Mods e i Prodigy. I due gruppi registrano un brano insieme, "Ibiza", che compare nell'album dei Prodigy The Day Is My Enemy del 2015. Anche l'album dei Leftfield Alternative Light Source del 2015 contiene una collaborazione con gli Sleaford Mods nel brano intitolato "Head and Shoulders".
Nel 2015 la canzone "Jobseeker" diventa un singolo di successo che li porta a suonare alla trasmissione della BBC Later ... With Jools Holland.
La band è protagonista di due film documentario: Sleaford Mods: Invisible Britain del 2015 e Bunch of Kunst. A Film About Sleaford Mods, uscito nel 2017.
Nel 2016 la band lascia la Harbinger Sound e firma con la Rough Trade Records. La prima uscita con la nuova etichetta è l'album T.C.R. nel 2016.
Nel 2017, dopo l'uscita di English Tapas, la band intraprende il primo tour nordamericano.
Un anno dopo, gli Sleaford Mods lasciano la Rough Trade, convinti dal loro manager di lunga data a pubblicare l'album Eton Alive del 2018 con una etichetta autoprodotta, Extreme Eating Records. L'esperienza non è positiva e gli Sleaford Mods si separano dal loro manager prima ancora dell'uscita dell'album per ritornare con la Rough Trade.
Con la Rough Trade la band pubblica la compilation All That Glue nel 2020 e l'album Spare Ribs nel 2021. Il singolo "Mork n Mindy", pubblicato il 30 ottobre 2020, raggiunge la vetta della classifica dei singoli su vinile del Regno Unito.
Nel 2019, Williamson canta nel brano "Talk Whiff" degli Scorn.
Nel 2022, Williamson interpreta Lazarus nel finale di serie televisiva di Peaky Blinders. Gli Sleaford Mods registrano insieme agli Orbital il brano "Dirty Rat" pubblicato il 20 ottobre 2022.
Nel gennaio del 2023 la band annuncia l'uscita del dodicesimo album, UK Grim. Il video del singolo di apertura del nuovo album, realizzato dall'artista visivo e autore satirico Cold War Steve, prende in giro varie personalità della politica inglese contemporanea, da Boris Johnson a Rishi Sunak.

## Stile musicale
Gli Sleaford Mods hanno descritto il loro lavoro come "sproloqui punk-hop minimalisti elettronici per la classe operaia". Le loro canzoni sono amare invettive su temi quali la disoccupazione, la vita lavorativa moderna, le celebrità e la cultura pop, il capitalismo e in generale l'alienazione della vita quotidiana. I testi spesso contengono insulti e volgarità, che secondo Williamson corrispondono al suo modo normale di parlare. La musica di Fearn è stata descritta come "loop purgatoriale" di "bassi in stile post-punk pugilistico", con "ritmi funzionali ma poco attraenti".
La voce di Williamson nelle canzoni degli Sleaford Mods è una sprechgesang rappata, con un accento delle East Midlands. Il suo stile vocale è stato variamente paragonato a Shaun Ryder e John Cooper Clarke, Ian Dury, Mark E. Smith dei Fall, gli Streets, gli Specials, Half Man Half Biscuit, i Deutsch-Amerikanische Freundschaft, nonché a vari artisti punk e oi!. Williamson ha parlato dell'influenza sulla sua musica dei Sex Pistols, Two Lone Swordsmen, Raekwon, Meteors, Jam, Wu-Tang Clan, Oasis, Stone Roses, Guns N’ Roses, Nas, Red Snapper, Streets, Photek, Trim e Roachee, del grime, della subcultura mod, dei rave e del black metal. La musica dei Seaford Mods è stata apprezzata da Iggy Pop, che li ha definiti il migliore gruppo rock in circolazione.

## Discografia parziale

### Album
- Sleaford Mods (2007, A52 Sounds)
- The Mekon (2007, A52 Sounds)
- The Originator (2009, A52 Sounds)
- S.P.E.C.T.R.E. (2011, Deadly Beefburger Records)
- Wank (2012, Deadly Beefburger Records)
- Austerity Dogs (2013, Harbinger Sound)
- Divide and Exit (2014, Harbinger Sound)
- Key Markets (2015, Harbinger Sound)
- Live At SO36 (2016, Harbinger Sound)
- English Tapas (2017, Rough Trade)
- Eton Alive (2019, Extreme Eating Records)
- Spare Ribs (2021, Rough Trade)
- UK Grim (2023)

### Compilation
- Chubbed Up – The Singles Collection (2014, autoprodotto)
- Chubbed Up + (2014, Ipecac Recordings)
- Retweeted – 2006–2012 (2014, Salon Alter Hammer)
- All That Glue (2020, Rough Trade)

### Live
- Live At SO36 (2016,